# テレサ・ベルガンサ

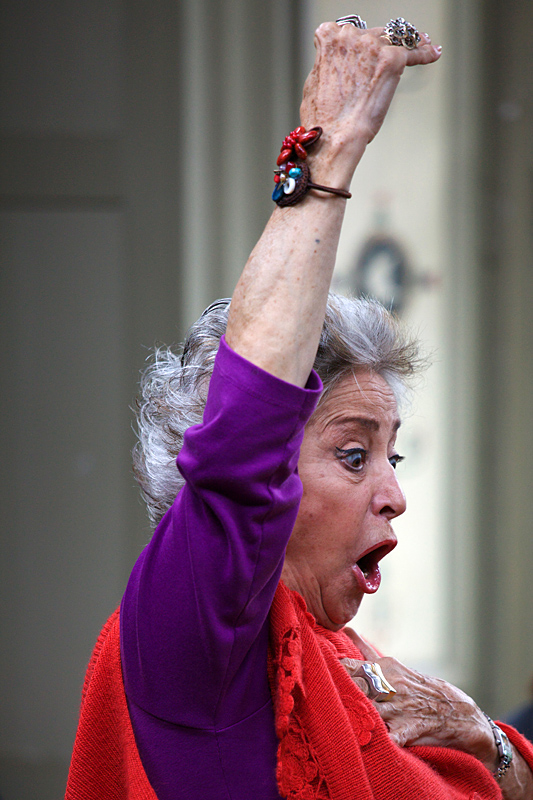
テレサ・ベルガンサ

テレサ・ベルガンサ・バルガス（Teresa Berganza Vargas、1933年3月16日 - 2022年5月13日）は、スペインの著名なメゾソプラノ歌手。ロッシーニ、モーツァルト、ビゼーのオペラの役柄がよく知られる。彼女は、その高度な歌唱技術と知性に富んだ音楽性、そして魅力的な舞台姿で賞賛されている。

## 生涯
ベルガンサはマドリードに生まれ、同地のマドリード音楽院でピアノと声楽を学び、1954年に歌唱で1等賞を得ている。1955年にマドリードで初めての演奏会を開いた。
ベルガンサは1957年にエクス＝アン＝プロヴァンス音楽祭で『コジ・ファン・トゥッテ』（モーツァルト）のドラベッラ役を歌ってオペラの初舞台を踏んだ。同年にミラノ・スカラ座にデビューし、翌年グラインドボーン音楽祭にも登場した。
1959年にはロイヤル・オペラ・ハウスで『セビリアの理髪師』のロジーナ役を歌い、以後これは彼女の代表的な持ち役となった。
1967年にはメトロポリタン歌劇場に出演して『フィガロの結婚』のケルビーノ役を歌った。
ベルガンサは1964年にカーネギー・ホールで歌曲リサイタルのデビューを果たした。彼女の演奏会の主要レパートリーはスペイン・フランス・ドイツ・ロシア歌曲である。彼女はピアニストのフェリックス・ラビーリャと結婚し、多くの演奏会を開くとともに多数のレコード録音を行った。
1991年、ベルガンサは他の6人のスペイン人の歌手とともに「アストゥリアス公賞」の芸術・文学部門で受賞した。
1992年、彼女はセビリア万国博覧会の開会式に参加し、さらにバルセロナオリンピックの開会式でも歌った。
1994年にはスペイン王立芸術アカデミー会員に女性で初めて選出された。